# Stefan Denifl
Stefan Denifl (Innsbruck, 20 de septiembre de 1987) es un ciclista austriaco.

## Biografía
Stefan Denifl ha sido muchas veces campeón de Austria en categorías inferiores. Pasó a profesional con 18 años en 2006 en el seno del equipo Team Volksbank. Corrió para el equipo ELK Haus de 2007 a 2009. En 2010, fue reclutado por el Cervelo Test Team y una temporada más tarde fichó por el nuevo equipo luxemburgués Leopard Trek. Tras la fusión de este con el RadioShack en 2012, Denifl no tuvo lugar en el equipo y fichó por el Vacansoleil-DCM y al año siguiente por el IAM Cycling. En 2017 recaló en las filas del nuevo conjunto Aqua Blue Sport, conjunto con el que ganó la Vuelta a Austria y su mejor victoria como profesional, una etapa de la Vuelta a España 2017 finalizada en el Alto de Los Machucos por delante de Alberto Contador.
Tras la desaparición del Aqua Blue Sport, en octubre de 2018 se hizo oficial su fichaje por el CCC Team. Sin embargo, rompió el contrato por motivos personales antes de iniciar la temporada.
El 27 de junio de 2019 la UCI lo sancionó con cuatro años desde el 5 de marzo de 2019 hasta el 4 de marzo de 2023 además de serle retirados todos sus resultados desde el 1 de junio de 2014. La sanción fue confirmada un mes después.

## Palmarés
2008
- Campeonato de Austria Contrarreloj
- Gran Premio de Fráncfort sub-23

2009
- Tour de Thüringe

2013
- 2.º en el Campeonato de Austria en Ruta

## Resultados en Grandes Vueltas y Campeonatos del Mundo
Durante su carrera deportiva consiguió los siguientes puestos en las Grandes Vueltas y en los Campeonatos del Mundo:
| Carrera         | Carrera         | 2007 | 2008 | 2009 | 2010 | 2011 | 2012 | 2013 | 2014 | 2015 | 2016 | 2017 | 2018 |
| --------------- | --------------- | ---- | ---- | ---- | ---- | ---- | ---- | ---- | ---- | ---- | ---- | ---- | ---- |
|                 | Giro de Italia  | —    | —    | —    | —    | —    | 75.º | —    | —    | —    | 52.º | —    | —    |
|                 | Tour de Francia | —    | —    | —    | —    | —    | —    | —    | —    | —    | —    | —    | —    |
|                 | Vuelta a España | —    | —    | —    | Ab.  | —    | —    | —    | —    | —    | —    | 58.º | —    |
| Mundial en Ruta | Mundial en Ruta | —    | —    | —    | —    | Ab.  | 22.º | 38.º | —    | —    | —    | 68.º | —    |

—: no participa

Ab.: abandono